# Brisbane-Ranges-Nationalpark
Der Brisbane Ranges National Park ist ein Nationalpark im Süden des australischen Bundesstaates Victoria, 57 km westlich von Melbourne und 45 km südöstlich von Ballarat. Die Unterschutzstellung dieses 7.7781 Hektar großen Gebietes erfolgte 1975.

## Touristische Einrichtungen
Der Park schützt einen Teil des Brisbane Ranges, eines niedrigen Hügellandes, das durch eine Reihe von Wanderwegen erschlossen wird. Die Wege zur Anakie Gorge, der Ted Errey Nature Circuit und der Wadawurrung Walk sind die bekanntesten, wobei der Weg zur Anakie Gorge nicht sehr steil und auch für Kinder und ältere Menschen geeignet ist. Es sind mehrere Rast- und Campingplätze vorhanden.

## Tiere und Pflanzen
Im Park wurden bisher etwa 619 einheimische Pflanzenarten nachgewiesen. Das sind etwa ein Viertel aller im Staat Victoria vorkommenden Arten. Viele dieser Arten sind selten oder kommen hier weit entfernt von ihrem eigentlichen Verbreitungsgebiet vor. Eine Grevilleen-Art (Grevillea steiglitziana) kommt überhaupt nur in diesem Nationalpark vor. Weitere seltene Arten sind u. a. Olearia pannosa und Grevillea chrysophaea. Im Frühling fallen außerdem besonders die Grasbäume, Akazien und eine ganze Reihe von Orchideenarten auf.
Bemerkenswerte Säugetierarten sind u. a. das Östliche Graue Riesenkänguru, Wallabys, Ameisenigel, Possums und Kurzkopfgleitbeutler und Koalas.
Von den 180 nachgewiesenen Vogelarten sind der Gelbstirnhonigfresser und die Bartnachtschwalbe Eurostopodus mystacalis besonders selten. Weitere vorkommende Arten sind der Wanderfalke und der Regenbogenspint.

## Geschichte
Ursprünglich lebte in diesem Gebiet der Aborigine-Stamm der Wathaurong.
Die ersten europäischen Siedler drangen um 1840 in das Gebiet ein. Bereits um 1843 war der größte Teil des heutigen Nationalparks von ihnen in Besitz genommen worden. Die eigentlichen Weideflächen konzentrierten sich jedoch auf den Osten der Brisbane Ranges und die Gegend um den Moorabool River. Trotzdem reichte diese Nutzung des Geländes aus, um die Vegetation so nachhaltig zu verändern, dass die Wathaurung ihre Ernährungsgrundlage verlor: Bereits 1863 wurden nur noch 30 Angehörige dieses Stammes gezählt.
1853 fand man erstmals Gold, was zu einem vorübergehenden Zustrom an Menschen führte. Um 1890 gab es 79 Goldminen und Mitte des Jahrzehnts etwa 2.500 Einwohner. Diese Zahl ging jedoch innerhalb von nur zehn Jahren auf ca. 150 zurück und im Jahr 1907 konnte nur noch eine Goldmine Gewinn erwirtschaften.

## Buschfeuer
Am 16. Januar 2006 löste ein Blitzschlag einen Waldbrand im Steiglitz Historical Park (im Süden des Nationalparks) aus, der sich bald über die gesamten Brisbane Ranges erstreckte. Trotz ausgedehnter Löschanstrengungen vernichtete das Feuer 6700 ha Parkfläche, zerstörte aber nur zwei Häuser und es waren keine Todesfälle zu beklagen.